# Kommission Marín
Die Europäische Kommission unter Manuel Marín war 1999 im Amt, sie war die Kommission mit der bisher kürzesten Amtszeit.
Die Vorgängerkommission unter Jacques Santer wurde 1995 für die Amtszeit bis September 1999 gewählt. Durch den Korruptionsskandal um Édith Cresson musste sie jedoch bereits am 15. März 1999 zurücktreten. Da der Europäische Rat sich jedoch so kurzfristig auf keinen geeigneten Nachfolgekandidaten einigen konnte, wurde der bisherige Vizepräsident Manuel Marín beauftragt, eine Übergangskommission zu bilden, die bis zum eigentlichen Ende der Amtszeit der alten Kommission im Amt bleiben sollte. Außer dem Wechsel an der Spitze der Kommission blieben Mitglieder und Ressortverteilung unverändert. Die Kommission Marín war vom 16. März bis 16. September 1999 im Amt. Am 17. September wurde dann die neue Kommission unter Romano Prodi vereidigt.
Vorzeitig schieden die Kommissare Martin Bangemann (am 9. Juli 1999 durch Beschluss des Rates, bereits am 1. Juli 1999 von der Kommission beurlaubt), Jacques Santer und Emma Bonino (am 19. Juli durch Beschluss des Rates, weil sie einen Tag später EU-Abgeordnete wurden) aus der Kommission aus, die somit ab dem 20. Juli 1999 nur noch aus 17 Mitgliedern bestand.